# 横島由一
横島 由一（よこしま よしかず、1952年3月10日 - ）は、千葉県出身のプロゴルファー。

## 来歴
草壁政治とは同郷で、家も2〜3分の距離で家族ぐるみの付き合いであった。
キャディのアルバイトをきっかけに12歳からゴルフを始め、郡司洋に師事し、野田高校卒業後の1971年に19歳でプロテスト合格 。5年目の1976年にダンロップトーナメントで初優勝を飾りシード入りするが、その後は十二指腸潰瘍を患うなど伸び悩んだ。1977年の産報クラシックでは2日目2番で1ホール16を叩くなどスランプに陥り、シード選手として定着しかけた1980年代初めには大スランプに見舞われる。
1982年から4シーズンのシード落ちを経験し、シード入りには優勝しか残されていなかった1983年の大京オープンでは同郷の草壁と最終日を首位タイで迎え、「やりづらい」と何度も口にする横島はインに入ってリズムを崩し4位に沈む。優勝した草壁は、1981年長野県オープン以来となるツアー8勝目に「実に複雑な心境ですね。横島が頑張って勝つのが一番だったんだろうけど……。でも僕としても手を抜くなんてできないし、2人揃って沈むのだけは嫌だった」と試合後、淡々と語り控えめな笑顔を浮かべた。
15シーズンも「月例暮らし」と練習に打ち込むだけの苦労の時代もあったが、無類の人柄の良さで仲間達に信任も厚く、1987年には関東オープンで涙の優勝を飾った。同年の日本プロでは3日目に6番から4連続を含む7バーディー、ボギー無しの65で回り、通算5アンダーで一気に3位に上昇。最終的にはデビッド・イシイ（ アメリカ合衆国）、金井清一、ブライアン・ジョーンズ（ オーストラリア）、青木功に次ぐ5位と健闘。
1990年はツアーの中盤で体調を崩して3ヶ月も戦列を離れ、一時は生命の危機も囁かれたが乗り越え、公傷制度の適用もあって、1991年ツアーの序盤で健闘し、「5試合で90年と通算で1478万円を超えること」の条件を満たしただけではなく、秋のラークカップでは尾崎直道、ロジャー・マッケイ（ オーストラリア）らを抑える見事な逆転優勝でランキングも11位と1989年の8位に次ぐ成績を残した。
大病の経験から健康維持には人一倍気を配り、1991年と1992年はいずれもツアー30試合以上をこなした。1991年は優勝も2度あるが予選落ち8試合、棄権2試合であったのが、1992年ツアーでは予選落ち2試合だけ、棄権は4試合になった。平均ストロークも20位の72.01、パー72換算で19位の72.21と前年より良くなった。ショートゲームにも定評があったほか、パワーフェードといわれる長打力を武器に、1992年のイーグル数10個は文句なしの1位であった。
40代後半になって、ツアー選手としての選手生活に限界を感じると、そんな時に鈴木規夫から「裏方としてツアー競技を手伝ってくれないか」と誘われた。横島はシニアの資格を得ていたが、「長年お世話になってきたツアーに恩返しをしたい」という思いから、2000年から日本ゴルフツアー機構競技委員に就任。その後はトーナメントディレクターを務め、三井住友VISA太平洋マスターズで太平洋クラブ御殿場コースに行った時に、同コースの支配人から「プロゴルファーの支配人を増やしていきたい」という話があった。当時の太平洋クラブではプロゴルファーの佐藤英之が支配人をするなど、プロゴルファーを支配人として受け入れる体制ができつつあったため、横島に声がかかった。
2003年からは茨城県小美玉市の太平洋クラブ美野里コースで支配人となったが、2004年からは支配人業と並行してシニアツアー参戦。支配人として多忙な中、開幕戦のキャッスルヒルオープン6位タイ、アデランスウェルネスオープン単独2位と好成績をキープしての3試合目、ファンケルシニアクラシックで初勝利の快挙を演じる。この大会では高橋勝成が4連覇の偉業達成なるかに注目が集まる中、横島は2日目に7アンダー65の大会記録をマーク。中盤にはスコアを崩してしまい、最終日に追い上げてきた青木基正に並ばれたが、終盤の17、18番で連続バーディを記録。通算9アンダーで見事にシニア初優勝を飾り、一方の高橋は初日スコア「77」の出遅れが響き、最終日追い上げを図るも通算イーブンパーの16位タイで4連覇を逃した。その他では尾崎健夫、この年からアメリカチャンピオンズツアーに挑戦している飯合肇は共に1オーバー22位タイで競技を終えた。レギュラー時代の1997年に札幌オープン以来7年ぶり、ツアーでは1991年のラークカップ以来13年ぶりの優勝を果たし、賞金ランキングでも1位に立つという活躍であった。優勝後は美野里コースの社員達が喜んだだけでなく、予約の電話が殺到して嬉しい悲鳴も上がった。この1勝がものをいって、獲得賞金2274万3000円で高橋が狙った5年連続賞金王を阻止して初の賞金王に輝いた。同年には栃木県芳賀郡益子町の益子コースに転勤となり、その後は業務統括部で新しいセクションの統括責任者となった。
2005年は5試合に出場し、日本シニアオープンの11位タイがベストであった。同年は41位、2006年は38位と賞金ランクは低迷した。

## 主な優勝

### レギュラー
- 1976年 - ’76ダンロップトーナメント
- 1977年 - 千葉県オープン
- 1980年 - くずは国際、アサヒトーイ大橋巨泉インビテーショナル
- 1987年 - 関東オープン、札幌オープン
- 1988年 - 富山県オープン
- 1989年 - ポカリスエットオープン、ポラロイド杯ゴルフダイジェストトーナメント、富山県オープン
- 1991年 - ラークカップ、富山県オープン
- 1997年 - 札幌オープン

### シニア
- 2004年 - ファンケルシニアクラシック